# Grupa

Všechny povolené transformace Rubikovy kostky tvoří grupu

Grupa je v matematice algebraická struktura tvořená množinou spolu s binární operací, která je asociativní, má neutrální prvek a každý prvek má svou inverzi. Matematická disciplína zabývající se studiem grup se nazývá teorie grup. Příkladem grup jsou celá čísla s operací sčítání, nenulová racionální čísla s operací násobení, symetrie pravidelných geometrických útvarů, množiny regulárních matic a automorfismy různých algebraických struktur.
Teorie grup vznikla počátkem 19. století. U jejího zrodu stál matematik Évariste Galois, který pomocí grup podal elegantní důkaz, že polynomiální rovnice nelze obecně řešit pomocí odmocnin. Grupy našly později uplatnění také v geometrii, teorii čísel, algebraické topologii a dalších matematických oborech. Klasifikace jednoduchých konečných grup byla dokončena koncem 20. století a patří k největším výsledkům matematiky vůbec.
Pojem grupy abstraktně popisuje či zobecňuje mnoho matematických objektů a má významné uplatnění i v příbuzných oborech – ve fyzice, informatice a chemii. Reprezentace grup hrají důležitou úlohu v teoriích jako jsou částicová fyzika, kvantová teorie pole anebo teorie strun. V informatice se grupy vyskytují například v kryptografii, kódování anebo zpracování obrazu, chemie používá grupy pro popis symetrií molekul a krystalových mřížek v krystalografii.

## Definice grupy

Schéma vztahů mezi algebraickými strukturami. Výchozí je grupoid (anglicky magma) s jednou uzavřenou operací. Přidáváním dalších podmínek vznikají např. pologrupa (semigroup) a kvazigrupa (quasigroup).

Grupou nazýváme množinu {\displaystyle G} spolu s binární operací na ní, která se nazývá grupová operace. Tato operace libovolným dvěma prvkům grupy {\displaystyle a,b} přiřazuje prvek téže grupy {\displaystyle c}. Značení grupové operace se v literatuře liší. Obvykle se značí jako násobení {\displaystyle c=a\cdot b}, resp. jenom {\displaystyle c=ab}, v Abelových grupách často jako sčítání {\displaystyle c=a+b}, a někdy také pomocí dalších symbolů ({\displaystyle a\circ b}, resp. {\displaystyle a*b}). Podle kontextu říkáme, že {\displaystyle c} je složení, resp. součin, resp. součet prvků {\displaystyle a} a {\displaystyle b}. Dále se v definici grupy požaduje, aby grupová operace splňovala určité vlastnosti, které se nazývají axiomy grupy.
Uzavřenost
Pro všechny prvky {\displaystyle a,b} v {\displaystyle G} je i složení {\displaystyle a\cdot b} prvkem {\displaystyle G}.
Asociativita
Pro všechny prvky {\displaystyle a,b,c} grupy {\displaystyle G} platí {\displaystyle a\cdot (b\cdot c)=(a\cdot b)\cdot c}, tj. výsledek složení tří prvků nezávisí na umístění závorek. Díky tomu má smysl psát složení tří a více prvků {\displaystyle a\cdot b\cdot c} i bez závorek.
Existence neutrálního prvku
Existuje prvek {\displaystyle e\in G} takový, že pro všechna {\displaystyle a\in G} platí {\displaystyle a\cdot e=e\cdot a=a}. Tento prvek se nazývá neutrální prvek anebo jednotkový prvek a značí se také {\displaystyle 1}, resp. {\displaystyle 1_{G}}.
Existence inverzního prvku
Pro každý prvek grupy {\displaystyle a} existuje prvek {\displaystyle b} takový, že {\displaystyle a\cdot b=b\cdot a=e}, tj. jejich složení v libovolném pořadí je rovno neutrálnímu prvku {\displaystyle e}. Prvek {\displaystyle b} se také nazývá inverzní prvek k {\displaystyle a} a značí se {\displaystyle a^{-1}}. Lze ukázat, že neutrální prvek je v grupě jenom jeden a že inverzní prvek k {\displaystyle a} je dán jednoznačně.
V grupách obecně záleží na pořadí, ve kterém prvky skládáme, tj. obecně nemusí platit {\displaystyle a\cdot b=b\cdot a}. Grupa, ve které tato rovnost platí pro všechna {\displaystyle a,b}, se nazývá komutativní grupa nebo také Abelova grupa.
Množina {\displaystyle G} z této definice se označuje jako nosič nebo nosná množina grupy. Označíme-li operaci jako sčítání {\displaystyle (+)}, mluvíme o aditivní grupě a píšeme {\displaystyle (G,+)}. Obvykle se používá aditivní notace pro grupy Abelovy a neutrální prvek se pak zapisuje jako {\displaystyle 0}. Označíme-li operaci jako násobení {\displaystyle (\cdot )}, hovoříme o multiplikativní grupě a píšeme {\displaystyle (G,\cdot )}. V takovém případě se často znak {\displaystyle \cdot } nepíše a součin prvků {\displaystyle a,b} se značí jako {\displaystyle ab}. Neutrální prvek multiplikativní grupy se obvykle značí jako {\displaystyle 1}.

### Definice pomocí tří operací
Ekvivalentně lze grupu definovat pomocí
- nulární operace (tj. konstanty) {\displaystyle e} představující neutrální prvek,
- unární operace −1, která každému prvku přiřadí prvek k němu inverzní, a
- binární operace,

které splňují axiomy uvedené výše. Místo označení „grupa {\displaystyle (\mathbb {Z} ,+)\,\!}“ se pak používá označení „grupa {\displaystyle (\mathbb {Z} ,+,0,-)\,\!}“. Axiomy grupy lze pak přepsat do výroků, které neobsahují existenční kvantifikátory. Třída všech grup proto je varieta, a tak lze na grupy vztáhnout mnohé výsledky dokázané v univerzální algebře.

## Ilustrativní příklady

### Celá čísla
Známým příkladem grupy je množina celých čísel spolu s operací sčítání.
- Operace sčítání je na této množině binární operace, protože součtem dvou celých čísel je opět celé číslo.
- Sčítání je asociativní, {\displaystyle a+(b+c)=(a+b)+c}
- Nula je neutrální prvek, protože pro každé celé číslo a platí {\displaystyle a+0=0+a=a}
- Pro každé celé číslo {\displaystyle a} existuje opačné číslo {\displaystyle -a}, {\displaystyle a+(-a)=(-a)+a=0}.

Axiomy jsou tedy splněny. Tato grupa se obvykle značí {\displaystyle (\mathbb {Z} ,+)}.

### Dihedrální grupa D4
Symetrie čtverce jsou definovány jako rotace, zrcadlení resp. jejich složení, které převádí čtverec sám na sebe. Množina všech takových symetrií tvoří grupu, která má osm prvků a značí se D4. Následuje popis těchto symetrií:
| id (identita)                                                                                              | r1 (rotace o 90° doprava)    | r2 (rotace o 180° doprava) | r3 (rotace o 270° doprava)      |
| fv (vertikální překlopení)                                                                                 | fh (horizontální překlopení) | fd (diagonální překlopení) | fc (anti-diagonální překlopení) |
| Prvky grupy symetrií čtverce (D4). Vrcholy jsou očíslovány a obarveny jenom za účelem vizualizace operací. |                              |                            |                                 |

| • | id | r1 | r2 | r3 | fv | fh | fd | fc |
| --- | -- | -- | -- | -- | -- | -- | -- | -- |
| id | id | r1 | r2 | r3 | fv | fh | fd | fc |
| r1 | r1 | r2 | r3 | id | fc | fd | fv | fh |
| r2 | r2 | r3 | id | r1 | fh | fv | fc | fd |
| r3 | r3 | id | r1 | r2 | fd | fc | fh | fv |
| fv | fv | fd | fh | fc | id | r2 | r1 | r3 |
| fh | fh | fc | fv | fd | r2 | id | r3 | r1 |
| fd | fd | fh | fc | fv | r3 | r1 | id | r2 |
| fc | fc | fv | fd | fh | r1 | r3 | r2 | id |
| Prvky id, r1, r2 a r3 tvoří podgrupu, zvýrazněnou červeně (levá horní oblast). Prvek levé a pravé třídy rozkladu podle této podgrupy je zvýrazněna zelenou (v posledním řádku) a žlutou (v posledním sloupci). |    |    |    |    |    |    |    |    |

- Identita (id) nechává čtverec nezměněn
- Rotace čtverce o 90°, 180°, a 270° doprava ({\displaystyle r_{1},r_{2}} a {\displaystyle r_{3}})
- Překlopení (také reflexe nebo zrcadlení) kolem vertikální a horizontální střední úsečky ({\displaystyle f_{h}} a {\displaystyle f_{v}}), a kolem dvou diagonál ({\displaystyle f_{d}} a {\displaystyle f_{c}}).

Binární operaci v této grupě definujeme jako skládání zobrazení: osm symetrií jsou zobrazení ze čtverce na čtverec a dvě symetrie se dají složit do nové symetrie. Je zřejmé, že výsledek bude opět symetrie čtverce. Výsledek operace „nejdříve {\displaystyle a} a pak {\displaystyle b}“ se obvykle značí zprava doleva jako {\displaystyle b\cdot a}. Podobné značení se totiž používá pro skládání zobrazení. Například {\displaystyle r_{1}\cdot r_{1}=r_{2}}.
Tabulka vpravo znázorňuje výsledky všech možných složení. Například výsledek složení rotace o 270° doprava ({\displaystyle r_{3}}) a horizontálního překlopení ({\displaystyle f_{h}}) je stejný jako překlopení kolem diagonály ({\displaystyle f_{d}}). Formálně,
{\displaystyle f_{h}\cdot r_{3}=f_{d}}
což je v tabulce zvýrazněno modrou barvou. Vidíme také, že grupa není komutativní, neboť například
{\displaystyle f_{v}\cdot r_{1}=f_{d}\neq f_{c}=r_{1}\cdot f_{v}.}

## Dějiny

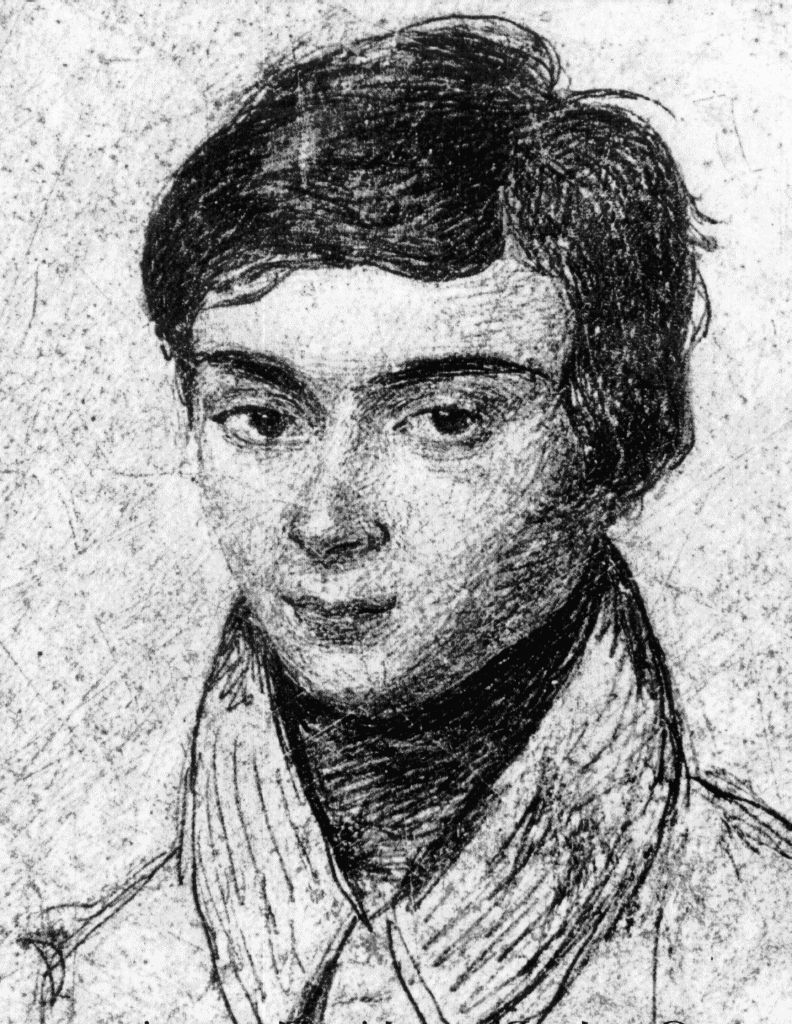
Évariste Galois ve věku 15 let. Přestože zemřel dvacetiletý, je považován za jednoho ze zakladatelů teorie grup

Koncept grupy se vyvinul z různých oblastí matematiky. Původní motivace pro teorii grup byla snaha řešit polynomiální rovnice stupně vyššího než 4. Kvadratické rovnice uměli lidé řešit už v starověkých civilizacích. Lodovico Ferrari uměl řešit polynomiální rovnice stupně 3 a 4 kolem roku 1540, řešení publikoval spolu s Gerolamo Cardanem v knize Ars Magna v roce 1545. Pro polynomiální rovnice vyššího stupně však obecně nelze řešení vyjádřit vzorcem obsahujícím pouze konečný počet sčítání, odčítání, násobení, dělení a odmocnin. Historickou terminologií se jedná o nalezení řešení pomocí radikálů, moderní terminologie mluví o algebraicky řešitelné rovnici. Počátkem 19. století francouzský matematik Évariste Galois, navazuje na starší práce Ruffiniho a Lagrangeho, nalezl kritérium pro algebraickou řešitelnost polynomiálních rovnic. Existence takového řešení závisí na grupě symetrií kořenů daného polynomu. Tato grupa se dnes nazývá Galoisova grupa a její prvky jsou jisté permutace kořenů.
Galoisovy myšlenky byly jeho současníky odmítnuty a publikovány až posmrtně. Obecnější permutační grupy byly zkoumány Augustinem Cauchym. První definici konečné grupy a také název „grupa“ zavedl Arthur Cayley v publikaci On the theory of groups, as depending on the symbolic equation θn = 1 (1854).
Geometrie byla druhou oblastí, ve které byly grupy systematicky využívány, hlavně grupy symetrií geometrických prostorů zavedené Felixem Kleinem v Erlangenském programu v roce 1872. Klein využil teorii grup pro popis a kategorizaci nově se objevivších geometrií jako hyperbolická geometrie, projektivní geometrie a starší Eukleidova geometrie. Dále tento koncept rozvinul Sophus Lie, který zavedl Lieovy grupy v roce 1884.
Třetí oblast, která přispěla ke vzniku a rozšíření teorie grup, byla teorie čísel. Jisté struktury odpovídající Abelovým grupám byly implicitně použity v Gaussově číselně teoretickém díle Disquisitiones Arithmeticae a explicitněji je používal i Leopold Kronecker. V roce 1847 Ernst Kummer v raných pokusech dokázat Velkou Fermatovu větu zavedl grupy popisující faktorizaci na prvočísla.
Spojování těchto přístupů do jednotné teorie grup začalo Jordanovou publikací Traité des substitutions et des équations algébriques (1870). Walther von Dyck (1882) zavedl první moderní definici grupy.
Počátkem 20. století získaly grupy široké přijetí díky práci Ferdinanda Frobenia a Williama Burnsidea, kteří pracovali na teorii reprezentací konečných grup, a také díky článkům Richarda Brauera (modulární teorie reprezentací) a Issaie Schura. Teorie Lieových grup a obecněji lokálně kompaktních grup byla publikována Hermannem Weylem, Élie Cartanem a mnoha dalšími. Její algebraický protějšek, teorie algebraických grup, byla prvně popsána Chevalleyem (koncem 30. let) a později Armandem Borelem a Jacquesem Titsem.
V letech 1960–61 zorganizovala Univerzita v Chicagu Rok teorie grup a teoretici jako Daniel Gorenstein, John G. Thompson a Walter Feit založili spolupráci, která s přispěním mnohých jiných matematiků vedla ke klasifikaci jednoduchých konečných grup v roce 1982. Tento projekt předčil svým rozsahem předchozí matematické spolupráce, a to jak délkou důkazů, tak počtem zapojených matematiků. Ačkoliv je klasifikace hotova, výzkum pokračuje s cílem zjednodušit důkaz této klasifikace. I v současnosti je teorie grup rozvíjející se oblast matematiky, která ovlivňuje řadu souvisejících teorií.

## Základní pojmy
V této kapitole budeme pro grupovou operaci používat symbol pro součin ({\displaystyle \cdot }), složení prvků {\displaystyle a} a {\displaystyle b} budeme značit {\displaystyle a\cdot b}. V případě Abelových grup budeme používat symbol pro součet ({\displaystyle +}) a psát {\displaystyle a+b}.

### Řád prvku a grupy
Řádem grupy {\displaystyle G} se nazývá mohutnost {\displaystyle |G|} její nosné množiny.
Řádem prvku {\displaystyle g} se nazývá nejmenší přirozené číslo {\displaystyle n} takové, že {\displaystyle g^{n}=g\cdot g\cdot \ldots \cdot g=e} (součin {\displaystyle n} krát prvku {\displaystyle g}) anebo {\displaystyle \infty }, pokud takové {\displaystyle n} neexistuje.

### Cyklická grupa

Množina komplexních šestých odmocnin z jednotky tvoří šestiprvkovou cyklickou grupu. Například je její generátor, ale není, neboť liché mocniny nejsou mocniny.

Grupa {\displaystyle G} se nazývá cyklická, pokud je generována jedním prvkem. To znamená, že existuje prvek {\displaystyle x\in G} takový, že každý prvek {\displaystyle g\in G} lze napsat jako {\displaystyle g=x^{n}} pro nějaké celé číslo {\displaystyle n}.
Výraz {\displaystyle x^{n}=x\cdot x\cdot \ldots \cdot x} znamená, že prvek {\displaystyle x} je vynásoben sám se sebou {\displaystyle n} krát, a {\displaystyle x^{-n}=x^{-1}\cdot x^{-1}\cdot \ldots \cdot x^{-1}} znamená, že je prvek {\displaystyle x^{-1}} vynásoben sám se sebou {\displaystyle n} krát pro nějaké přirozené číslo {\displaystyle n}. Konečnou cyklickou grupu řádu {\displaystyle n} lze reprezentovat množinou řešení rovnice {\displaystyle z^{n}=1} v komplexní rovině, což je pro {\displaystyle n=6} znázorněno na obrázku. Grupové násobení je pak obyčejné násobení komplexních čísel. Jinou reprezentaci představuje množina zbytkových tříd {\displaystyle \mathbb {Z} _{n}} spolu se sčítáním modulo {\displaystyle n}.
Pokud je cyklická grupa nekonečná, je izomorfní grupě celých čísel {\displaystyle (\mathbb {Z} ,+)}. Pokud je konečná a má {\displaystyle n} prvků, je izomorfní množině zbytkových tříd {\displaystyle (\mathbb {Z} _{n},+)}.

### Abelova grupa
Grupu {\displaystyle (G,+)} nazýváme Abelovou (také komutativní), platí-li {\displaystyle a+b=b+a} pro všechna {\displaystyle a,\,b\in G}. Pojmenování je po norském matematikovi Henrikovi Abelovi. Příklady Abelových grup jsou celá čísla spolu s operací sčítání {\displaystyle (\mathbb {Z} ,+)}, reálná čísla se sčítáním {\displaystyle (\mathbb {R} ,+)}, množiny zbytkových tříd se sčítáním {\displaystyle (\mathbb {Z} _{n},+)}, vektorové prostory se sčítáním, anebo nenulová reálná čísla spolu s operací násobení {\displaystyle (\mathbb {R} \backslash \{0\},\cdot )}. Každá Abelova grupa se dá chápat jako modul nad okruhem celých čísel a naopak, modul nad okruhem celých čísel je Abelova grupa.
Konečné Abelovy grupy se dají jednoduše klasifikovat. Každá konečná Abelova grupa je izomorfní direktní sumě cyklických grup, jejichž řády jsou mocniny prvočísel. Speciální případ tohoto tvrzení popisuje čínská věta o zbytcích, která byla částečně popsána už v knize Sun-c' suan-ťing čínského matematika Sun-c’ mezi 3. a 5. stoletím.
Obecněji, každá konečně generovaná Abelova grupa je součtem volných Abelových grup (izomorfních {\displaystyle \mathbb {Z} _{n}}) a cyklických grup řádů mocnin prvočísel. Například racionální čísla spolu se sčítáním však nejsou konečně generována.
Dalším důležitým příkladem Abelových grup jsou Prüferovy grupy. Prüferova grupa {\displaystyle \mathbb {Z} (p^{\infty })} je pro každé prvočíslo {\displaystyle p} spočetná Abelova grupa, v které má každý prvek {\displaystyle p}-tou odmocninu. Tyto grupy hrají důležitou roli v klasifikaci nekonečných Abelových grup.

### Podgrupa

Znázornění podgrup dihedrální grupy D_{4} pomocí grafu. Vrchol úplně nahoře obsahuje všech 8 prvků grupy, které jsou znázorněny jako transformace písmena F a představuje celou grupu D_{4}. Úplně dole je triviální podgrupa, obsahující pouze neutrální prvek. Pokud jsou dva vrcholy v tomto grafu spojeny hranou, představují příslušné vrcholy grupu a její podgrupu.

Podgrupa grupy {\displaystyle G} je každá taková podmnožina {\displaystyle H\subseteq G}, která splňuje
1. Pro libovolné {\displaystyle h_{1},h_{2}\in H} je i {\displaystyle h_{1}\cdot h_{2}\in H}
2. Neutrální prvek {\displaystyle e\in H}
3. Pro každé {\displaystyle h\in H} je i {\displaystyle h^{-1}\in H}.

Podgrupa {\displaystyle H\subseteq G} je tedy sama o sobě grupou (pojem „podgrupa“ se běžně používá jak pro samotnou množinu, tak pro množinu s operací, tj. grupu).
Samotná grupa {\displaystyle G} je vždy podgrupou {\displaystyle G}. Podobně jednoprvková grupa, která obsahuje jenom neutrální prvek, je podgrupou {\displaystyle G}. Tyto podgrupy se nazývají triviální podgrupy; podgrupy, které nejsou triviální, se pak nazývají vlastní podgrupy. Pokud {\displaystyle K} je podgrupa {\displaystyle H} a {\displaystyle H} je podgrupa {\displaystyle G}, pak je také {\displaystyle K} podgrupa {\displaystyle G}. Znalost struktury podgrup dané grupy je důležitá pro porozumění grupy jako celku, ačkoliv grupa obecně nemusí být jednoznačně určena strukturou svých vlastních podgrup.
V příkladu dihedrální grupy D4 popsaném výše identita a otočení tvoří podgrupu {\displaystyle R=\{id,r_{1},r_{2},r_{3}\}} zvýrazněnou v tabulce násobení v grupě D4 červenou barvou. Složení libovolných rotací je totiž opět rotace a inverze k rotaci je také rotace. V tabulce podgrup dihedrální grupy je reprezentována rotacemi písmena F a odpovídá políčku v druhém řádku uprostřed.
Pro libovolnou množinu {\displaystyle S\subseteq G} můžeme definovat podgrupu generovanou {\displaystyle S}. Je to nejmenší podgrupa {\displaystyle G}, která obsahuje množinu {\displaystyle S}. Ekvivalentně se dá popsat jako množina všech konečných součinů prvků z {\displaystyle S} a jejich inverzí. Ve výše uvedeném příkladu podgrupa generovaná {\displaystyle r_{2}} a {\displaystyle f_{v}} obsahuje kromě těchto dvou prvků také {\displaystyle f_{v}\cdot r_{2}=f_{h}}. Protože jak {\displaystyle r_{2}}, tak {\displaystyle f_{h}}, {\displaystyle f_{v}} jsou samy k sobě inverzní a libovolný součin těchto prvků je opět prvkem množiny {\displaystyle \{id,r_{2},f_{v},f_{h}\}}, jedná se o podgrupu (na obrázku znázorňujícím podgrupy D4 odpovídá levému políčku v druhém řádku). Tato podgrupa je komutativní.

### Homomorfismus a izomorfismus grup
Grupový homomorfismus je zobrazení mezi grupami, které zachovává grupovou strukturu. Explicitně, {\displaystyle a:G\to H} je homomorfismus mezi {\displaystyle (G,\cdot )} a {\displaystyle (H,*)}, pokud pro libovolné 2 prvky g, k z G platí
{\displaystyle a(g\cdot k)=a(g)*a(k)}.
Z této definice se dá ukázat, že grupový homomorfismus zobrazuje neutrální prvek {\displaystyle e_{G}} v grupě {\displaystyle G} na neutrální prvek {\displaystyle e_{H}} v grupě {\displaystyle H} a také inverzní prvek na inverzní:
{\displaystyle a(e_{G})=e_{H},\quad a(g^{-1})=(a(g))^{-1}.}
Homomorfismus tedy zachovává strukturu, která je určena grupovými axiomy.
Dvě grupy {\displaystyle G} a {\displaystyle H} se nazývají izomorfní, pokud existují grupové homomorfismy {\displaystyle a:G\to H} a {\displaystyle b:H\to G} takové, že složení {\displaystyle a\circ b=id_{H}} a {\displaystyle b\circ a=id_{G}} jsou identity. Zobrazení a se nazývá izomorfismus grup.
Z abstraktního pohledu, izomorfní grupy jsou považovány za objekty reprezentující stejnou strukturu. Například vlastnost {\displaystyle g\cdot g=e_{G}} v grupě {\displaystyle G} je ekvivalentní vlastnosti {\displaystyle a(g)*a(g)=e_{H}} v grupě {\displaystyle H}.
Izomorfismus {\displaystyle G\to G} se nazývá automorfismus. Každý prvek {\displaystyle g\in G} určuje vnitřní automorfismus {\displaystyle f(x)=g^{-1}\cdot x\cdot g}. Automorfismus, který není vnitřní, se nazývá vnější.

### Rozkladové třídy
V mnohých situacích je užitečné považovat dva prvky grupy za ekvivalentní, pokud se liší jenom o násobek nějaké dané podgrupy. Uvažujme například grupu D4 popsanou výše a její podgrupu {\displaystyle R=\{id,r_{1},r_{2},r_{3}\}}. Pokud uvažujeme nějaké překlopení čtverce (například fh), tak žádnou rotací už nemůžeme docílit zpátky konfiguraci {\displaystyle id,r_{1},r_{2}} nebo {\displaystyle r_{3}}. Složení překlopení a rotace je vždy překlopení. Rotace tedy nehraje roli, pokud si všímáme jenom, zda bylo nebo nebylo aplikováno nějaké překlopení.
Rozkladové třídy formalizují tuto ideu. Podgrupa {\displaystyle H} grupy {\displaystyle G} definuje takzvané pravé a levé rozkladové třídy takto:
{\displaystyle gH=\{g\cdot h;\,h\in H\}\quad {\text{a}}\quad Hg=\{h\cdot g;\,h\in H\}.}
Rozkladové třídy pro libovolnou podgrupu {\displaystyle H} tvoří rozklad {\displaystyle G} na disjunktní podmnožiny. Přesněji, sjednocení všech levých rozkladových tříd je celé {\displaystyle G} a libovolné dvě levé rozkladové třídy se buď rovnají, anebo jsou disjunktní.
První případ {\displaystyle g_{1}H=g_{2}H} nastává právě když {\displaystyle g_{1}^{-1}\cdot g_{2}\in H}, tj. když se příslušné prvky {\displaystyle g_{1}}, {\displaystyle g_{2}} liší jenom o prvek z {\displaystyle H}. Analogická tvrzení platí pro pravé rozkladové třídy.
Pravé a levé rozkladové třídy mohou být stejné, ale tato rovnost platit nemusí. Pokud se rovnají, tj. pokud pro všechna {\displaystyle g} v {\displaystyle G} platí {\displaystyle gH=Hg}, pak se podgrupa {\displaystyle H} nazývá normální. Množina všech levých rozkladových tříd se značí {\displaystyle G/H} a množina všech pravých rozkladových tříd se značí {\displaystyle H\backslash G}.
V případě grupy D4 z úvodu a její podgrupy rotací R, levé rozkladové třídy {\displaystyle gR} jsou buď množina R všech rotací (a identita) pokud {\displaystyle g} je prvkem R, anebo množina {\displaystyle F=\{f_{h},f_{v},f_{d},f_{c}\}} všech překlopení (zvýrazněna v tabulce zeleně) pokud {\displaystyle g} je nějaké překlopení. Levé rozkladové třídy jsou tedy {\displaystyle D_{4}/R=\{R,F\}}.

### Normální podgrupa a faktorová grupa
Podgrupa {\displaystyle N} se nazývá normální podgrupou grupy {\displaystyle G}, pokud pro každé {\displaystyle g\in G} a {\displaystyle n\in N} existuje {\displaystyle n'\in N} takové, že {\displaystyle g\cdot n=n'\cdot g}, tj. levé a pravé rozkladové třídy se pro všechna {\displaystyle g} rovnají:
{\displaystyle gN=Ng.}
Ekvivalentně, {\displaystyle H} je jádro nějakého homomorfismu grup {\displaystyle G\to K}. Každá podgrupa Abelovy grupy je normální.
Pokud {\displaystyle N} je normální podgrupa {\displaystyle G}, je možné zavést na množině rozkladových tříd {\displaystyle G/N=\{gN,g\in G\}} strukturu grupy. Grupová operace na množině {\displaystyle G/N} je definována vztahem {\displaystyle (gN)\cdot (hN):=(gh)N} pro všechny {\displaystyle g,h\in G}. Tato grupa se nazývá faktorgrupa. Rozkladová třída {\displaystyle eN=N} je neutrální prvek této grupy a inverze k {\displaystyle gN} je třída {\displaystyle (gN)^{-1}=g^{-1}N}. Z toho vidíme, že zobrazení {\displaystyle G\to G/N}, které prvku {\displaystyle g} přiřadí jeho rozkladovou třídu {\displaystyle gN} je homomorfismus grup.
| •                                           | R | F |
| ------------------------------------------- | - | - |
| R                                           | R | F |
| F                                           | F | R |
| Tabulka násobení ve faktorové grupě D4 / R. |   |   |

V příkladu grupy D4 je její podgrupa {\displaystyle R=\{id,r_{1},r_{2},r_{3}\}} normální a rozkladové třídy jsou {\displaystyle \{R,F\}}, kde {\displaystyle F} je množina všech překlopení.
Grupová operace na faktorové grupě je znázorněna tabulkou vpravo. Například {\displaystyle F\cdot F=f_{v}R\cdot f_{v}R=(f_{v}\cdot f_{v})R=idR=R}.
Podgrupa {\displaystyle R} je Abelova, a faktorová grupa {\displaystyle D_{4}/R} je také Abelova, zatímco D4 není Abelova.

### Jednoduchá a polojednoduchá grupa
Pokud grupa neobsahuje žádné vlastní normální podgrupy, je označována jako jednoduchá grupa (někdy se též používá prostá grupa). Pokud grupa neobsahuje žádné vlastní normální Abelovy podgrupy, pak je označována jako polojednoduchá grupa (také poloprostá grupa).
U Lieových grup se definuje jednoduchá Lieova grupa jako taková, která neobsahuje žádné vlastní normální podgrupy kromě diskrétních.

### Generování a prezentace grupy
Faktorové grupy a podgrupy tvoří spolu způsob, kterým je možné každou grupu popsat její prezentací. Každou grupu je možné zadat jako faktor volné grupy nad nějakou generující množinou podle normální podgrupy generovanou relacemi. Relace jsou výrazy, které se v grupě rovnají neutrálnímu prvku. Grupa zadána generátory a relacemi se zapisuje jako {\displaystyle \langle Gen|Rel\rangle }, kde {\displaystyle Gen} je množina generátorů a {\displaystyle Rel} množina relací.
Dihedrální grupa D4 je generována například prvky {\displaystyle r_{1}} a {\displaystyle f_{v}}, což znamená že každá symetrie čtverce se dá vyjádřit jako složení konečně mnoha těchto dvou symetrií a jejich inverzí. Společně s relacemi {\displaystyle r_{1}^{4}=f_{v}^{2}=(r_{1}\cdot f_{v})^{2}=1}, je grupa úplně popsána. Tedy
{\displaystyle D_{4}=\langle r_{1},f_{v}|r_{1}^{4},\,f_{v}^{2},\,(r_{1}\cdot f_{v})^{2}\rangle }.
Prezentace grupy se dá použít pro konstrukci Cayleyho grafu, který může graficky popsat diskrétní grupy.

### Řešitelná grupa
Grupa G se nazývá řešitelná, pokud existuje posloupnost jejich podgrup
{\displaystyle G=G_{0}\supset G_{1}\supset G_{2}\supset \ldots \supset G_{n}=\{e\}}
takových, že {\displaystyle G_{i+1}} je normální podgrupa {\displaystyle G_{i}} a faktorová grupa {\displaystyle G_{i}/G_{i+1}} je Abelova pro všechna {\displaystyle i}, přičemž poslední grupa {\displaystyle G_{n}} je grupa triviální.
Například výše diskutovaná grupa D4 je řešitelná, neboť obsahuje komutativní podgrupu R a faktor {\displaystyle D_{4}/R} je komutativní. Nejmenší grupa, která není řešitelná, je alternující grupa {\displaystyle A_{5}}, která má 60 prvků.
Slovo řešitelná má historickou souvislost se zkoumáním existence řešení polynomiálních rovnic pomocí radikálů v rámci Galoisovy teorie. Galois ukázal, že takové řešení existuje právě tehdy, když má grupa symetrií kořenů polynomu (tzv. Galoisova grupa) výše uvedenou vlastnost.

## Příklady a aplikace

### Čísla
Mnohé systémy čísel, například celá nebo racionální čísla mají přirozenou strukturu grupy. V některých případech, jako například u racionálních čísel, má jak sčítání tak i násobení grupovou strukturu. Takové číselné systémy se dají zobecnit na algebraické struktury jako jsou okruhy, tělesa, moduly, vektorové prostory a algebry.
Grupa celých čísel spolu se sčítáním {\displaystyle (\mathbb {Z} ,+)} byla popsána výše. Naproti tomu celá čísla s operací násobení ({\displaystyle \mathbb {Z} ,\cdot }) netvoří grupu. Asociativita je splněna, jednotkový prvek je číslo {\displaystyle 1}, ale k číslům obecně neexistují inverzní prvky (už pro celé číslo {\displaystyle a=2} rovnice {\displaystyle ax=1} nemá řešení {\displaystyle x} v oboru celých čísel).
Pokud chceme, aby k nenulovým číslům existovaly inverzní prvky, musíme zavést zlomky {\displaystyle a/b}. Zlomky celých čísel se nazývají racionální čísla a množina racionálních čísel se značí {\displaystyle \mathbb {Q} }. Množina nenulových racionálních čísel spolu s operací násobení {\displaystyle (\mathbb {Q} \backslash \{0\},\cdot )} je opět grupa. Součin dvou nenulových racionálních čísel je nenulové racionální číslo, neutrální prvek je {\displaystyle 1} a inverzní prvek k nenulovému číslu {\displaystyle a/b} je nenulové číslo {\displaystyle b/a}. Racionální čísla (s nulou) tvoří také grupu vzhledem ke sčítání.
Obecněji, množina všech prvků tělesa tvoří vždy grupu vzhledem ke sčítání a množina všech nenulových prvků tělesa tvoří grupu vzhledem k násobení.
| •                                                                                          | 1 | 2 | 3 | 4 |
| 1                                                                                          | 1 | 2 | 3 | 4 |
| 2                                                                                          | 2 | 4 | 1 | 3 |
| 3                                                                                          | 3 | 1 | 4 | 2 |
| 4                                                                                          | 4 | 3 | 2 | 1 |
| Tabulka násobení v multiplikativní grupě {\displaystyle \mathbb {Z} _{5}\backslash \{0\}}. |   |   |   |   |

Pro libovolné prvočíslo {\displaystyle p} můžeme modulární aritmetikou zavést na množině zbytkových tříd {\displaystyle \mathbb {Z} _{p}} násobení a {\displaystyle (\mathbb {Z} _{p}\backslash \{0\},\cdot )} je pak grupa. Její prvky se dají reprezentovat jako třídy ekvivalence celých čísel s ekvivalencí {\displaystyle n\sim m} právě když {\displaystyle p} dělí {\displaystyle m-n}. Množina zbytkových tříd spolu se sčítáním a násobením {\displaystyle (\mathbb {Z} _{p},+,\cdot )} je speciálním případem konečného tělesa. Dá se ukázat, že každá multiplikativní grupa nenulových prvků konečného tělesa je cyklická. Tyto grupy se používají v asymetrické kryptografii.
Tabulka vpravo znázorňuje multiplikativní grupu nenulových zbytkových tříd modulo {\displaystyle 5}. Rovnost {\displaystyle 3\cdot 2=1} například znázorňuje fakt, že {\displaystyle 3\cdot 2\,{\rm {{mod}\,5=6\,{\rm {{mod}\,5=1}}}}}. Vidíme, že každý prvek má inverzní prvek ({\displaystyle 2^{-1}=3,\,4^{-1}=4}) a grupa je cyklická (například prvek {\displaystyle 2} generuje celou grupu, neboť {\displaystyle 2^{1}=2}, {\displaystyle 2^{2}=4}, {\displaystyle 2^{3}=3} a {\displaystyle 2^{4}=1}).
Další grupy tvořené čísly popisují následující příklady.
- Množina Gaussových čísel {\displaystyle (\mathbb {Z} [i],+)}, zobecňuje celá čísla do komplexní roviny.
- Množina invertibilních prvků v obecné množině zbytkových tříd {\displaystyle \mathbb {Z} _{n}} tvoří vzhledem k násobení grupu (viz též grupa jednotek).
- Množina komplexních čísel absolutní hodnoty {\displaystyle 1} spolu s násobením tvoří grupu (značí se {\displaystyle S^{1}}).
- Množina kvaternionů normy {\displaystyle 1} spolu s násobením tvoří grupu (značí se {\displaystyle S^{3}}).
- Kvaternionová grupa je podgrupa o osmi prvcích, generována prvky {\displaystyle \{1,i,j,k\}} v grupě nenulových kvaternionů.

### Grupy symetrií

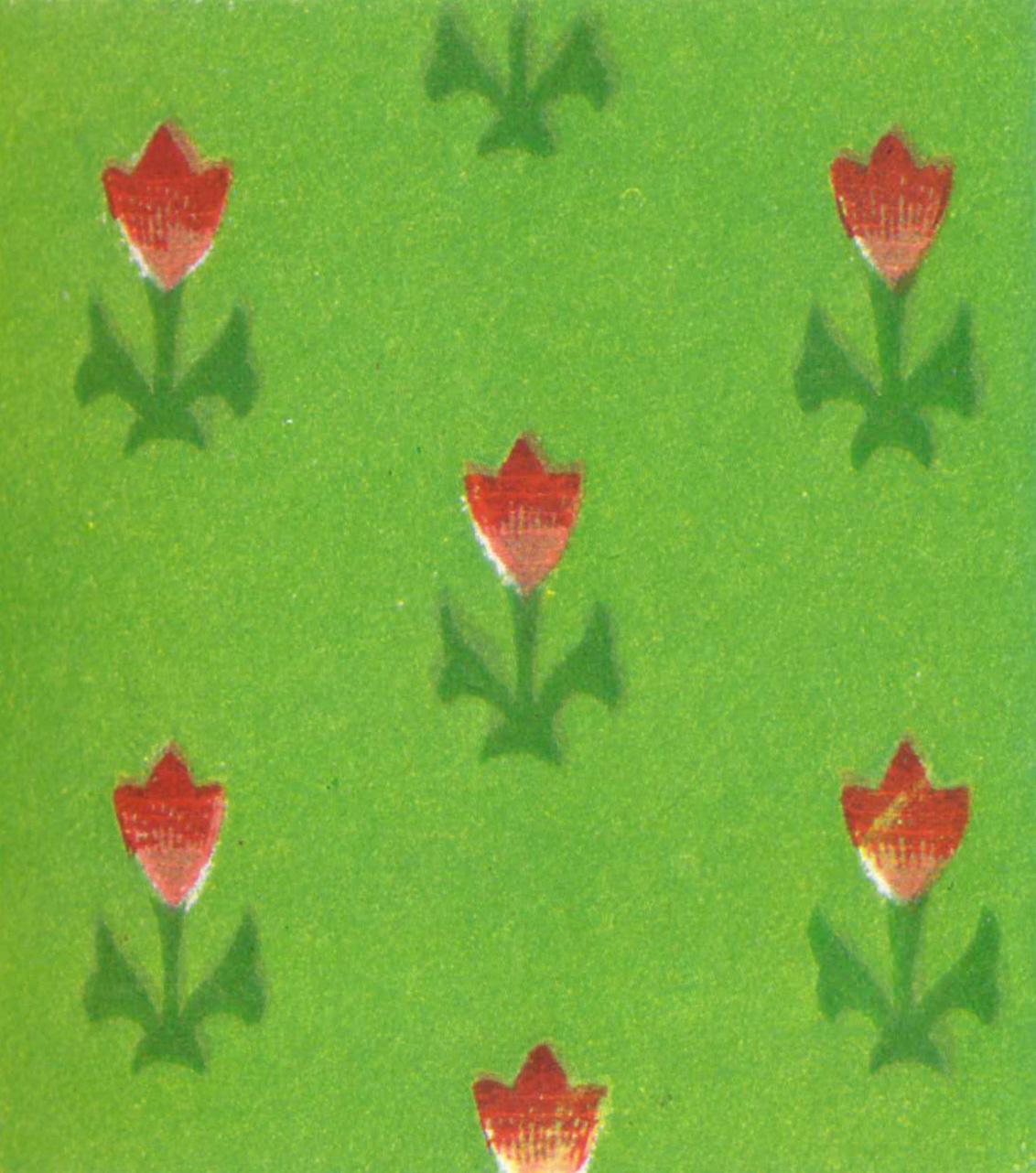
Periodický vzor zadává jistou grupu symetrií roviny.

Grupa symetrií je grupa, jejíž prvky jsou symetrie daného matematického objektu, ať už geometrického (jako grupa symetrií čtverce v úvodu) anebo algebraického, například kořeny polynomu. Teorie grup může být chápana jako studium symetrií. Dá se například dokázat, že každá grupa je grupou symetrie nějakého grafu. Symetrie v matematice často zjednodušuje studium geometrických, analytických anebo fyzikálních objektů. O grupě se říká, že má akci na objektu X pokud každý prvek grupy provede s objektem operaci kompatibilní s grupovou strukturou. Symetrie objektu je pak podgrupa všech takových prvků, které nechávají X nezměněn.

#### Symetrie dláždění roviny
Rovinné krystalografické grupy (anglicky Wallpaper groups) popisují symetrie periodických dláždění roviny. V příkladu na obrázku je vzorek tvořen květinou, která se periodicky opakuje. Grupa symetrií tohoto vzoru obsahuje všechny spojité transformace roviny, které převádějí vzor sám na sebe. Tato grupa se skládá jenom s translací a neobsahuje žádné rotace ani zrcadlení. Jiná periodická dláždění (například nekonečný čtverečkový papír) mají grupu symetrií, která obsahuje kromě translací roviny i různé rotace, zrcadlení a jejich složení. Různých neizomorfních rovinných krystalografických grup existuje celkem 17. Tyto vzory můžeme najít často v islámské architektuře, většina z nich se vyskytuje například v paláci Alhambra. Důkaz, že rovinných krystalografických grup je právě 17, publikoval poprvé E. Fedorov v roce 1891. Kromě těchto dláždění roviny existují i neperiodická dláždění, jejichž grupa symetrií neobsahuje žádnou translaci. Příkladem je slavné Penroseho pokrytí, což je neperiodické dláždění roviny pomocí konečného počtu typů dlaždiček. Jeho grupa symetrií obsahuje například otočení o pětinu kruhu kolem nějakého bodu.

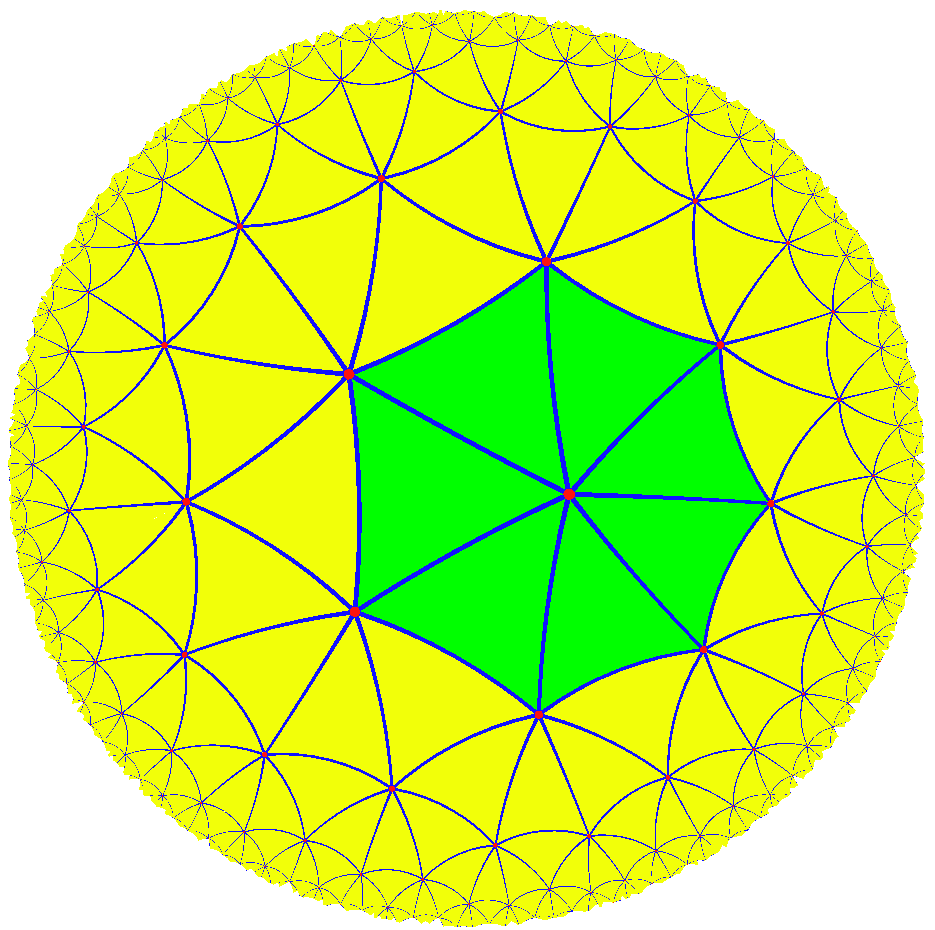
Trojúhelníková grupa (2,3,7) je hyperbolická grupa, která má akci na tomto dláždění hyperbolické roviny.

Podobná periodická dláždění a jejich grupy symetrií můžeme studovat i v neeukleidovských geometriích. Například hyperbolickou rovinu lze pravidelně pokrýt rovnostrannými trojúhelníky takovým způsobem, že každý vrchol je společný 7 trojúhelníkům. Příslušná grupa symetrie je tvořena všemi symetriemi této roviny, které převádějí toto pokrytí samo na sebe. Na obrázku je znázorněno jedno z takových pokrytí. Příslušná grupa se nazývá trojúhelníková grupa (2,3,7). Pro libovolný vrchol nějakého trojúhelníka pak existuje v dané grupě prvek řádu 7, který „otočí“ rovinu kolem daného bodu o {\displaystyle 1/7} kruhu takovým způsobem, že převede dláždění samo na sebe.

#### Symetrie v krystalografii
V chemických oborech jako krystalografie popisují prostorová grupa a bodová grupa molekulární symetrie a symetrie krystalů. Tyto symetrie určují chemické a fyzikální vlastnosti těchto systémů a teorie grup v mnohých případech usnadňuje kvantově mechanickou analýzu těchto vlastností. Například teorie grup ukazuje, že některé přechody mezi kvantovými stavy nemohou nastat jenom z důvodu symetrií daných stavů.
Nejenom že jsou grupy užitečné na popis symetrií molekul, ale překvapivě dokáží i predikovat, jak molekuly mohou svoji symetrii změnit. Jahn-Tellerův jev je deformace molekuly s vysokou mírou symetrie, která nabude určitý stav, jehož symetrie je z množiny nižších symetrií, které jsou ale vzájemně příbuzné a souvisejí se symetrií původní. Podobně může teorie grup být použita pro popis změn fyzikálních vlastností, které se dějí během fázového přechodu, například při změně typu mřížky.
|                                                                         |                                                                                       |                                                              | |
| Molekula buckminsterfullerenu C60 má symetrie ikosaedru (dvacetistěnu). | Amoniak NH3. Jeho grupa symetrie má řád 6 a je generována rotací o 120° a zrcadlením. | Molekula kubanu C8H8 vykazuje symetrii oktaedru (osmistěnu). | komplexní kation hexaaquaměďnatý, Cu[(OH2)6]2+. Ve srovnání s úplně symetrickým tvarem, molekula je vertikálně odkloněna o asi 22 % (Jahn-Tellerův jev). |

#### Transformační grupy v geometrii
Geometrické vlastnosti, které akce grupy nemění, studuje geometrická teorie invariantů. Felix Klein ve slavné přednášce v Erlangen v roce [1872] definoval geometrii takto:
| „ | Geometrie je studium invariantů vůči grupě transformací. | “ |

Grupa symetrie nějaké geometrie je množina všech transformací, které zachovávají příslušnou geometrickou strukturu. Například pro Eukleidovu geometrii je to takzvaná Eukleidova grupa Euc(n), která se skládá se všech translací, rotací a zrcadlení n-rozměrného Eukleidova prostoru. Akce této grupy zachovává vzdálenosti bodů, a velikosti a úhly vektorů. Podobně pro projektivní geometrii pozůstává příslušná grupa symetrie ze všech kolineací, které zachovávají projektivní invarianty (převádí projektivní přímky na projektivní přímky a zachovává dvoupoměr).
Tyto grupy symetrií nějaké geometrie se nazývají transformační grupy a pro běžné geometrie jsou to tzv. Lieovy grupy. Pokud je Lieova grupa {\displaystyle G} transformační grupa nějakého geometrického prostoru {\displaystyle X} a {\displaystyle G} má na {\displaystyle X} tranzitivní akci, můžeme definovat podgrupu {\displaystyle H\subseteq G} všech transformací, které zachovávají jistý bod {\displaystyle x\in X}. Prostor {\displaystyle X} pak můžeme ztotožnit s prostorem rozkladových tříd
{\displaystyle X\simeq G/H.}
Tento popis geometrie se nazývá Kleinova geometrie. Speciální volba grup G a H vede na Eukleidovskou, afinní a projektivní geometrii. Následuje tabulka, která popisuje některé geometrické struktury a jejich příslušnou transformační grupu {\displaystyle G}.
|                                                               | Podkladový prostor                                    | Transformační grupa G                                                                  | Invarianty                                                        |
| Eukleidova geometrie                                          | Eukleidovský prostor {\displaystyle \mathbb {R} ^{n}} | Eukleidova grupa {\displaystyle Euc(n)\simeq O(n)\rtimes \mathbb {R} ^{n}}             | Vzdálenosti bodů, úhly vektorů                                    |
| Sférická geometrie                                            | Sféra {\displaystyle S^{n}}                           | Ortogonální grupa {\displaystyle O(n+1)}                                               | Vzdálenosti bodů, úhly vektorů                                    |
| Konformní geometrie na sféře                                  | Sféra {\displaystyle S^{n}}                           | Lorentzova grupa {\displaystyle n+2} dimenzionálního prostoru {\displaystyle O(n+1,1)} | Úhly vektorů                                                      |
| Projektivní geometrie                                         | Projektivní prostor {\displaystyle \mathbb {RP} ^{n}} | Projektivní grupa {\displaystyle PGL(n+1)}                                             | Projektivní přímky, dvoupoměr                                     |
| Afinní geometrie                                              | Afinní prostor {\displaystyle \mathbb {R} ^{n}}       | Afinní grupa {\displaystyle Aff(n)\simeq GL(n)\rtimes \mathbb {R} ^{n}}                | Přímky, poměry obsahů geometrických útvarů, těžiště trojúhelníků. |
| Popis některých geometrií pomocí jejich transformačních grup. |                                                       |                                                                                        |                                                                   |

Zobecnění těchto idejí na širší třídu geometrií zahrnujících zakřivené prostory v Riemannově geometrii rozpracoval Élie Cartan.

### Obecná lineární grupa a teorie reprezentací

Dva vektory na levém obrázku jsou vynásobeny maticí (prostřední a pravý obrázek). Prostřední obrázek reprezentuje rotaci o 90° ve směru hodinových ručiček, na pravém obrázku se navíc zvětšila x-ová souřadnice vektorů na dvojnásobek.

Maticové grupy jsou grupy, které se skládají z matic a grupová operace je maticové násobení. Obecná lineární grupa {\displaystyle GL(n,\mathbb {R} )} se skládá ze všech regulárních reálných čtvercových matic dimenze {\displaystyle n}. Její podgrupy se nazývají maticové grupy anebo lineární grupy. Dihedrální grupa v úvodu se dá reprezentovat jako maticová grupa (symetrie čtverce jako otočení nebo překlopení můžeme reprezentovat maticí). Jiná důležitá maticová grupa je speciální ortogonální grupa {\displaystyle SO(n)}. Popisuje všechny možné rotace v {\displaystyle n} rozměrném Eukleidově prostoru.
Teorie reprezentací je jak aplikace grupových konceptů, tak i důležitý nástroj pro hlubší porozumění grup. Tato teorie studuje grupy pomocí jejich akcí na vektorových prostorech. Reprezentace grupy {\displaystyle G} na vektorovém prostoru V je grupový homomorfismus
{\displaystyle \rho :G\to GL(V)}
grupy {\displaystyle G} a obecné lineární grupy {\displaystyle GL(V)}. Tímto způsobem se grupová operace na {\displaystyle G}, která mohla být zadána abstraktním způsobem, převede na skládání lineárních zobrazení, resp. násobení matic, což umožňuje explicitní počty. Grupová akce na nějakém prostoru je tedy prostředkem jak ke zkoumání daného prostoru, tak i ke zkoumání grupy samotné. Teorie reprezentací dává do souvislosti teorii konečných grup, Lieových grup, algebraických grup a topologických grup, hlavně (lokálně) kompaktních grup.
Reprezentace Lieových grup mají aplikace v geometrii a studium reprezentací grup v prostorech nenulové charakteristiky má aplikace v teorii čísel. Některé partie teorie reprezentací jsou zobecněním klasické harmonické analýzy studující funkce prostřednictvím Fourierovy transformace.

### Galoisova grupa
Galoisova grupa byla vynalezena pro popis řešení polynomických rovnic. Například řešení kvadratické rovnice {\displaystyle x^{2}+px+q=0} jsou dány
{\displaystyle x_{1,2}={\frac {-p\pm {\sqrt {p^{2}-4q}}}{2}}.}
Podobné vzorce jsou známe pro kubické a kvartické rovnice, ale neexistují pro rovnice pátého stupně a vyšší.
Výměna „{\displaystyle +}“ a „{\displaystyle -}“ v tomto výrazu, tj. permutace obou kořenů rovnice se dá chápat jako velmi jednoduchá grupová operace. Kořeny původní rovnice splňují {\displaystyle x_{1}x_{2}=q}, {\displaystyle x_{1}+x_{2}=-p}. Zároveň výměna kořenů {\displaystyle x_{1}} a {\displaystyle x_{2}} nemění jejich součet a součin. Pro obecný polynom se dá definovat Galoisova grupa jako množina všech takových permutací kořenů, že racionální výrazy kořenů (například {\displaystyle x_{1}+x_{2}} nebo {\displaystyle x_{1}x_{2}}), které popisují nějaký racionální výraz koeficientů (například {\displaystyle -p} nebo {\displaystyle q}), se nemění ({\displaystyle x_{1}+x_{2}=x_{2}+x_{1}} a pod).
Abstraktní vlastnosti Galoisovy grupy asociované s polynomem dávají kritérium, zda má polynom všechny své kořeny vyjádřitelné z koeficientů pomocí radikálů, tj. pomocí sčítání, násobení a {\displaystyle n}-tých odmocnin. Je to právě když příslušná Galoisova grupa je řešitelná. Pro některé polynomy stupně 5 však Galoisova grupa pozůstává se všech permutací pěti kořenů. Permutační grupa {\displaystyle S_{5}} však není řešitelná a proto obecný vzorec pro rovnice pátého stupně, který by obsahoval pouze sčítání, násobení, dělení a odmocňování, nemůže existovat.
V moderní algebře se Galoisova grupa definuje obecněji pro tělesa jejich rozšíření. Pokud je {\displaystyle E} nadtěleso tělesa {\displaystyle F}, je příslušná Galoisova grupa {\displaystyle Gal(E/F)} definována jako množina všech automorfismů tělesa {\displaystyle E}, které nemění prvky tělesa {\displaystyle F}. Základní věta Galoisovy teorie tvrdí, že podgrupy Galoisovy grupy odpovídají mezitělesům {\displaystyle F\subseteq K\subseteq E}.

### Grupy v algebraické topologii

Rovina, z které jsme odstranili jeden bod (znázorněn černě). Oranžová křivka, která jde kolem toho bodu, se nedá stáhnout a reprezentuje netriviální prvek fundamentální grupy.

V algebraické topologii se topologickým prostorům přiřazují různé grupy, které reflektují jejich vlastnosti. Nejjednodušší je tzv. fundamentální grupa, kterou jako první uvažoval Camille Jordan a formálně definoval Henri Poincaré.
Prvky fundamentální grupy se dají reprezentovat jako smyčky (uzavřené křivky) v daném prostoru. Dvě smyčky reprezentují stejný prvek fundamentální grupy, pokud se dají jedna na druhou převést spojitou deformací. Ilustrativní obrázek ukazuje křivku v rovině bez bodu. Modrá křivka se považuje za triviální a reprezentuje neutrální prvek fundamentální grupy, neboť se dá spojitě stáhnout do jednoho bodu. Naopak oranžová křivka se stáhnout nedá, protože uvnitř ní je díra (chybějící bod). Fundamentální grupa roviny, z které odstraníme jeden bod, je nekonečná cyklická grupa generována oranžovou křivkou.
Podobně se definují vyšší homotopické grupy, které mohou odhalit díry různých dimenzí. Homotopické grupy jsou topologické a dokonce i homotopické invarianty, to znamená, že prostory, které jsou topologicky ekvivalentní (homeomorfní) a dokonce i prostory, které jsou homotopické resp. homotopicky ekvivalentní, mají izomorfní homotopické grupy. Spojitá zobrazení topologických prostorů indukují přirozeným způsobem homomorfismy jejich homotopických grup. Homotopické grupy jsou tedy speciálním případem kovariantního funktoru.
Výpočet vyšších homotopických grup je však často velmi složitý. Dodnes nejsou obecně známy ani homotopické grupy sfér, ačkoliv je známo, že jejich výpočet je algoritmicky možný. Proto se často používají jednodušší homologické a kohomologické grupy. Tyto grupy jsou taktéž homotopické invarianty. Homologie {\displaystyle n} té dimenze {\displaystyle H_{n}} je kovariantní funktor z kategorie topologických prostorů do kategorie grup. Podobně {\displaystyle H^{n}} je kontravariantní funktor.
Využitím homotopických a homologických grup je možné řešit širokou třídu topologických problému: například dokázat neexistence rozšíření spojitého zobrazení s podprostoru na celý prostor (například identita na sféře se nedá rozšířit na zobrazení celé koule na sféru), dokazovat různé věty o pevných bodech (například Brouwerova věta o pevném bodu), dokázat základní větu algebry, anebo ukázat, že otevřené množiny v Eukleidovských prostorech jsou homeomorfní pouze pokud mají stejnou dimenzi (a tedy dimenze prostoru je topologický invariant).

### Další využití
Existuje řada dalších teoretických i praktických aplikací teorie grup. Konečné grupy symetrií, jako například Mathiovy grupy se využívají v kódování a v korekci chyb přenášených dat. Multiplikativní grupy konečných těles se využívají v cyklickém kódování, které se používá například v CD přehrávačích. Diferenciální Galoisova teorie, zobecňuje klasickou Galoisovu teorii a dává grupově teoretická kritéria pro vlastnosti řešení jistých diferenciálních rovnic. Grupy se podstatným způsobem využívají v algebraické geometrii a teorii čísel. Kryptografie kombinuje přístup abstraktní teorie grup s výpočetní teorií grup implementovanou pro konečné grupy.
Aplikace teorie grup nejsou omezeny na matematiku a z jejích konceptů také čerpají vědy jako chemie, fyzika a informatika.

## Konečné grupy
Grupa se nazývá konečná, pokud má konečně mnoho prvků. Počet jejich prvků se nazývá řád grupy. Důležitý příklad je grupa {\displaystyle S_{n}} permutací n-prvkové množiny, která se také nazývá symetrická grupa. Například symetrickou grupu {\displaystyle S_{3}} můžeme reprezentovat jako množinu permutací tří písmen ABC. Grupa pozůstává z prvků ABC, ACB, ..., až po CBA, celkem 6 prvků. Symetrické grupy jsou základním příkladem konečných grupy, neboť každá konečná grupa se dá vyjádřit jako podgrupa symetrické grupy {\displaystyle S_{n}} pro vhodné přirozené číslo {\displaystyle n} (Cayleyho věta). Grupa {\displaystyle S_{3}} se dá také interpretovat jako množina symetrií rovnostranného trojúhelníka, podobně jako dihedrální grupa D4 v úvodu je grupou symetrií čtverce.
Řád prvku {\displaystyle a} grupy {\displaystyle G} je nejmenší přirozené číslo {\displaystyle n} takové, že {\displaystyle a^{n}} (součin {\displaystyle n} kopií {\displaystyle a}) je rovno neutrálnímu prvku {\displaystyle e}. Řád každého prvku konečné grupy je konečný. Grupa je do jisté míry určena svým řádem a strukturou svých podgrup. Lagrangeova věta tvrdí, že pro konečnou grupu {\displaystyle G} počet prvků její libovolné podgrupy {\displaystyle H} dělí počet prvků grupy {\displaystyle G}. Sylowovy věty dávají část obráceného tvrzení.

Graf cyklů dihedrální grupy D_{4}. Rotace generuje 4prvkovou cyklickou podgrupu, překlopení generují pouze 2prvkové cyklické podgrupy.

Dihedrální grupa (uvedena výše) je příkladem konečné grupy řádu 8. Řád prvku {\displaystyle r_{1}} je 4, stejně jako řád podgrupy {\displaystyle R} kterou generuje. Řád libovolné reflexe je 2. Oba řády dělí číslo 8, jak tvrdí Lagrangeova věta. Malé grupy se dají částečně popsat grafem cyklů, v kterém vrcholy grafu odpovídají prvkům grupy a cyklickým podgrupám {\displaystyle \{a,a^{2},...,a^{n}=e\}} odpovídají hrany od {\displaystyle a} k {\displaystyle a^{2}}, od {\displaystyle a^{2}} k {\displaystyle a^{3}} a tak dále. Obrázek vpravo znázorňuje graf cyklů Dihedrální grupy D4. Pro grupy řádu menšího než 16 určuje graf cyklů grupu jednoznačně.
Další důležité příklady konečných grup jsou multiplikativní grupy konečných těles a grupy regulárních, ortogonálních respektive symplektických matic nad konečnými tělesy.

### Klasifikace jednoduchých konečných grup
Zatím co klasifikace konečných Abelových grup je jednoduchá, snaha o klasifikaci všech konečných grup vede na hluboké a složité matematické problémy. Podle Lagrangeovy věty, konečné grupy prvočíselného řádu {\displaystyle p} jsou nutně cyklické a tedy izomorfní grupě {\displaystyle (\mathbb {Z} _{p},+)}. O grupách řádu {\displaystyle p^{2}} víme že jsou Abelovy, toto tvrzení už ale neplatí pro grupy řádu {\displaystyle p^{3}}, jak ukazuje příklad dihedrální grupy D4 řádu 8 = 23. Grupy nízkých řádů se dají popsat i pomocí počítačových programů (např. computer algebra system). Malé grupy jsou známe až do řádu 2000 a až na izomorfismus jich je kolem 50 miliard. Klasifikace všech konečných grup však zatím není známa.
Mezistupeň v porozumění konečných grup představuje klasifikace konečných jednoduchých grup. Netriviální grupa se jmenuje jednoduchá, pokud jediné její normální podgrupy jsou grupa triviální (jednoprvková) a celá grupa. Jordan–Hölderova věta popisuje jednoduché grupy jako základní prvky pro konstrukci obecných konečných grup.
Dokončení seznamu všech konečných jednoduchých grup byl velký úspěch současné teorie grup.
Věta o klasifikaci jednoduchých konečných grup říká, že každá konečná jednoduchá grupa spadá buďto do jedné z 18 nekonečných skupin grup nebo je jednou z 26 takzvaných sporadických grup. Tato věta plně charakterizuje všechny konečné jednoduché grupy. Kvůli ohromné náročnosti jejího důkazu bývá v angličtině také nazývána „Enormous theorem“.
Důkaz této věty nebyl nikdy uveřejněn v celku. Sestává z více než 500 článků od přibližně 100 autorů uveřejněných v nejrůznějších matematických časopisech převážně mezi lety 1955 a 1983. Odhaduje se, že celková délka důkazu je 10 000–15 000 stran tištěného textu. Taková rozsáhlost může vyvolat (podobně jako u věty o čtyřech barvách) pochybnosti o správnosti důkazu. Žádný matematik totiž pravděpodobně nepřečetl tento důkaz celý. Každá jednotlivá část důkazu publikovaná v průběhu téměř třiceti let však byla mnoha matematiky přečtena a uznána za správnou. Proto je tento důkaz všeobecně považován za správný.

## Grupy s dodatečnou strukturou
Mnoho grup jsou současně příklady jiných matematických struktur. V jazyku teorie kategorií jsou to grupové objekty nějaké kategorie, tedy objekty a morfismy, které jsou kompatibilní s grupovou strukturou.

### Topologické grupy

Jednotková kružnice v komplexní rovině. Spolu s násobením komplexních čísel tvoří topologickou grupu, neboť násobení a dělení jednotkových komplexních čísel je spojité. Je to navíc varieta a tedy i Lieova grupa, protože každé okolí nějakého bodu, podobně jako červený oblouk na obrázku, je podobný kousku Eukleidova prostoru, v tomto případě reálné přímky (znázorněno dole).

Některé topologické prostory mohou být vybaveny grupovým násobením. Abychom takovou grupu nazvali topologickou grupu, musí být obě operace vzájemně kompatibilní, což znamená že grupové násobení {\displaystyle g\cdot h} závisí spojitě na {\displaystyle g} a {\displaystyle h} a také inverze {\displaystyle g^{-1}} je spojitou funkcí {\displaystyle g}.
Nejzákladnějším příkladem jsou reálná čísla spolu se sčítáním {\displaystyle (\mathbb {R} ,+)}, nenulová reálná čísla s násobením {\displaystyle (\mathbb {R} \backslash \{0\},\cdot )} a podobně libovolné topologické těleso, jako například komplexní čísla anebo p-adická čísla. Všechny tyto grupy jsou lokálně kompaktní, je na nich tedy možné definovat invariantní Haarovu míru. Díky ní je možné na grupě integrovat a studovat vlastnosti grupy pomocí harmonické analýzy. Invariance v tomto případě znamená, že
{\displaystyle \int _{G}f(x)\,dx=\int _{G}f(c\cdot x)\,dx}
pro libovolný prvek grupy c.
Maticové grupy nad těmito tělesy jsou také lokálně kompaktní topologické grupy a taktéž adély a adelické algebraické grupy, které jsou důležité v teorii čísel.
Galoisovy grupy rozšíření těles nekonečného stupně jako například absolutní Galoisova grupa, se dají přirozeně vybavit tzv. Krullovou topologií. Zobecněním těchto idejí adaptovaným na potřeby algebraické geometrie, je etální fundamentální grupa.

### Lieovy grupy
Lieovy grupy (pojmenovány po Sophusi Lieovi) jsou grupy, které mají současně strukturu hladké variety, tj. jsou lokálně difeomorfní Eukleidovskému prostoru dané dimenze. Struktura variety musí být opět kompatibilní se strukturou grupy, tj. v tomto případě násobení a inverze musí být hladká (tj. diferencovatelné) zobrazení.
Příkladem Lieovy grupy je obecná lineární grupa, která se skládá ze všech regulárních reálných nebo komplexních matic dimenze {\displaystyle n\times n}.
Je to otevřená množina v prostoru všech matic {\displaystyle n\times n}, neboť je určena nerovností
{\displaystyle \det(A)\neq 0}
kde {\displaystyle A} je matice. Kromě obecné lineární grupy existují další série Lieových grup, které se nazývají klasické grupy. Jsou to Speciální lineární grupa, která pozůstává pouze z matic s determinantem rovným jedné, ortogonální lineární grupy, unitární grupy a symplektické grupy.
Lieovy grupy mají úzkou souvislost s Lieovýma algebrami. Lieova algebra Lieovy grupy popisuje lokální vlastnosti grupy. Wilhelm Killing a Élie Cartan popsali klasifikaci jednoduchých Lieových algeber nad komplexními čísly a reálnými čísly. Každá komplexní jednoduchá Lieova algebra patří do 4 nekonečných sérií anebo je jednou z pěti výjimečných Lieových algeber. Grupy, které k těmto algebrám náleží, jsou (až na nakrytí) speciální lineární grupy, ortogonální lineární grupy liché a sudé dimenze, symplektické grupy a výjimečné Lieovy grupy (vše nad komplexními čísly). K těmto komplexním grupám existuje vícero reálných forem (ke každé existuje právě jedna kompaktní).
Lieovy grupy mají zásadní důležitost ve fyzice: teorém Noetherové dává do souvislosti symetrie a kvantity, které se zachovávají. Rotace, podobně jako translace v prostoru a času jsou základní symetrie zákonů klasické mechaniky. Jiný jednoduchý příklad tvoří Lorentzovy transformace, které dávají do souvislosti měření polohy a času ve speciální teorii relativity. Množina všech takových transformací se nazývá Lorentzova grupa a tvoří rotační symetrie Minkowského prostoru, který je model časoprostoru v teorii relativity při absenci hmoty. Grupa všech symetrií Minkowského prostoru, která zahrnuje i translace, se nazývá Poincarého grupa. Tato Lieova grupa hraje hlavní roli v speciální teorii relativity a také v kvantové teorii pole. Unitární grupy {\displaystyle SU(2)} a {\displaystyle SU(3)} vystupují jako grupy symetrií některých částicových teorií a výjimečné Lieovy grupy {\displaystyle E_{8}} se vyskytují často v teorii strun a kvantové gravitaci.
Důležitou součástí studia Lieových grup je studium jejich reprezentací. Tyto reprezentace mají aplikace v geometrii a díky nim je možné také zobecnit klasickou harmonickou analýzu, která studuje funkce prostřednictvím jejich Fourierovy transformace, na funkce definované na Lieových grupách.

## Zobecnění
|               | Asociativita | Neutrální prvek | Inverzní prvek | Komutativita |
| ------------- | ------------ | --------------- | -------------- | ------------ |
| Abelova grupa | Ano          | Ano             | Ano            | Ano          |
| Grupa         | Ano          | Ano             | Ano            | Ne           |
| Monoid        | Ano          | Ano             | Ne             | Ne           |
| Pologrupa     | Ano          | Ne              | Ne             | Ne           |
| Lupa          | Ne           | Ano             | Ano            | Ne           |
| Kvazigrupa    | Ne           | Ne              | Ano            | Ne           |
| Grupoid       | Ne           | Ne              | Ne             | Ne           |

V abstraktní algebře je možné definovat obecnější struktury vynecháním některých axiomů grupy. Pokud například vynecháme v definici grupy požadavek, aby ke každému prvku existoval inverzní prvek, výsledná algebraická struktura se nazývá monoid. Množina přirozených čísel (včetně nuly) spolu se sčítáním tvoří monoid, podobně množina všech celých čísel spolu s operací násobení. Existuje obecná metoda jak formálně přidat inverzní prvky k libovolnému komutativnímu monoidu podobným způsobem jako jsou odvozena racionální čísla {\displaystyle (\mathbb {Q} \backslash \{0\},\cdot )} od {\displaystyle (\mathbb {Z} \backslash \{0\},\cdot )} a takto vzniklá grupa se nazývá Grothendieckova grupa. Dalším příkladem algebraické struktury je kvazigrupa, v které sice neexistuje neutrální prvek, přesto je ale možné dělit, tj. rovnice {\displaystyle a\cdot x=b} a {\displaystyle x\cdot a=b} mají řešení pro každé {\displaystyle a} a {\displaystyle b}. Struktura, v které je dána pouze binární operace bez žádných dalších předpokladů o ní, se nazývá grupoid.
Další matematické pojmy zobecňující grupu jsou morfismy nějaké kategorie. Morfismy se dají skládat, a jejich složení splňuje asociativní zákon, ovšem obecně nemusí existovat inverzní morfismy a také není možné složit libovolné morfismy (jenom prvky {\displaystyle Mor(A,B)} a {\displaystyle Mor(B,C)}). Kategorie, v které je každý morfismus izomorfismem, se nazývá grupoid v teorii kategorií. Morfismy tohoto objektu splňují asociativitu, existenci neutrálního i inverzního prvku, ovšem opět je možné skládat jenom takové morfismy, že složení má smysl.
Libovolný z těchto konceptů se dá dále zobecňovat na obecnou {\displaystyle n}-ární operaci (tj. operace, která má jako vstup {\displaystyle n} argumentů). Vhodným zobecněním axiomů grupy dostáváme tzv. {\displaystyle n}-ární grupu.